# Бал дебютанток
Бал дебютанток — міжнародна подія світу моди, щорічно збирає в Парижі близько 25 дівчат у віці від 16 до 22 років з десятка країн.
Визнаний у 2005 році на сайті Forbes.com, як один з 10 найбільш значущих вечорів у світі, бал відбувається в Парижі щоосені в листопаді.
Бал дебютанток в Парижі був створений Ophélie Renouard 27 вересня 1992 року. Дівчата одягаються в сукні від кутюр і дизайнерів високої моди. Всі вони носять ювелірні прикраси. Дебютантками стають діти з відомих сімей, що прославилися за внесок в мистецтво, політику, бізнес тощо. Матеріальний статок не є критерієм відбору. Гроші зібрані під час цього заходу передаються в благодійні організації. З 2009 року Бал підтримує асоціацію Enfants d'Asie, яка забезпечує освіту для дівчаток в Південно-Східній Азії. У 2015 році він також підтримав Seleni, некомерційну організацію, яка фінансує дослідження в області охорони здоров'я для матерів-підлітків.

## Будинки моди
Висока мода є одним з ключових елементів Балу дебютанток.
Бал — одна з небагатьох подій, в яких одяг від відомих кутюр'є представлена не професійними моделями.
Найчастіше, дівчата одягають вечірню сукню від дизайнера в перший раз. Так, дочка французького актора Жана Рошфора, Клемансо, в сукні від Nina Ricci, зізналася, що це була «її перша зустріч з високою модою». А Амелія Віндзор заявила: «Я ніколи не носила такого сукні в моєму житті і не впевнена, що це трапиться знову».
Анна Клівленд ван Равенштейн, з іншого боку, була моделлю для Chanel за кілька років до того, як дядько Карл Лагерфельд допоміг їй вибрати сукню для Балу.

## Вечір

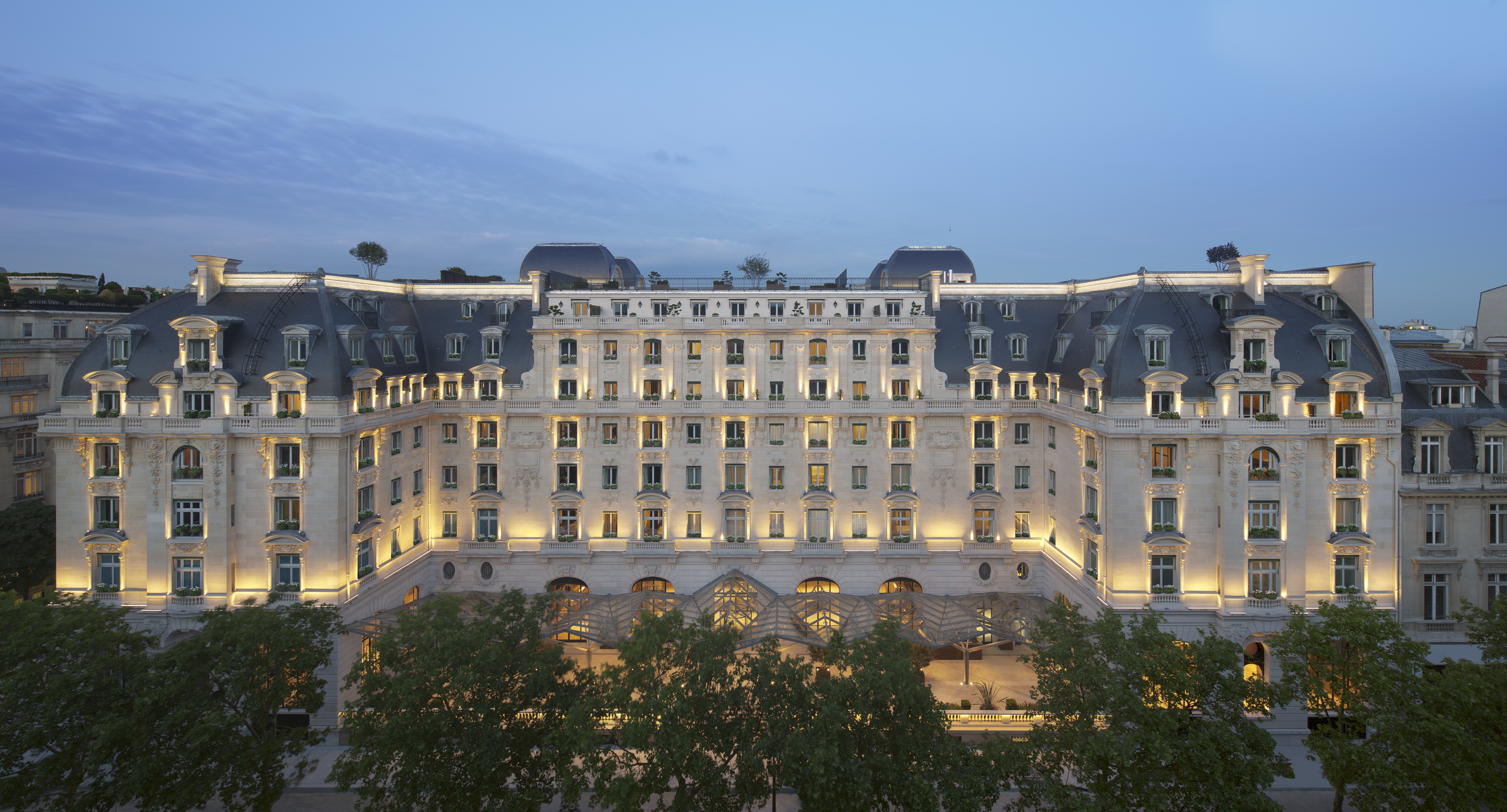

Організація балу займає цілий рік. Вона охоплює відбір дебютанток і кавалерів, оформлення запрошень на бал, знайомство з дівчатами і їх сім'ями, вибір суконь от кутюр, створення прикрас і підготовку самого вечора з урахуванням найменших деталей.
З 1992 по 2012 рік Бал був організований в «Готель Крийон». Готель Raphaël брав Бал в 2013 і 2014 роках, а в 2015 році захід відбувся в Палаці Шайо з видом на Ейфелеву вежу.
Готель-Палас The Peninsula Paris був оголошений партнером Бала на 2016 рік.
У п'ятницю, напередодні Бала, дебютантки збираються разом в перший раз. Сеанси макіяжу і укладання волосся починаються о 9 ранку. Дівчата надягають сукні, туфлі, коштовності та беруть участь в індивідуальних і групових фотосесіях. У п'ятницю ввечері, батьки і кавалери дебютанток беруть участь в уроках вальсу з двома вчителями.

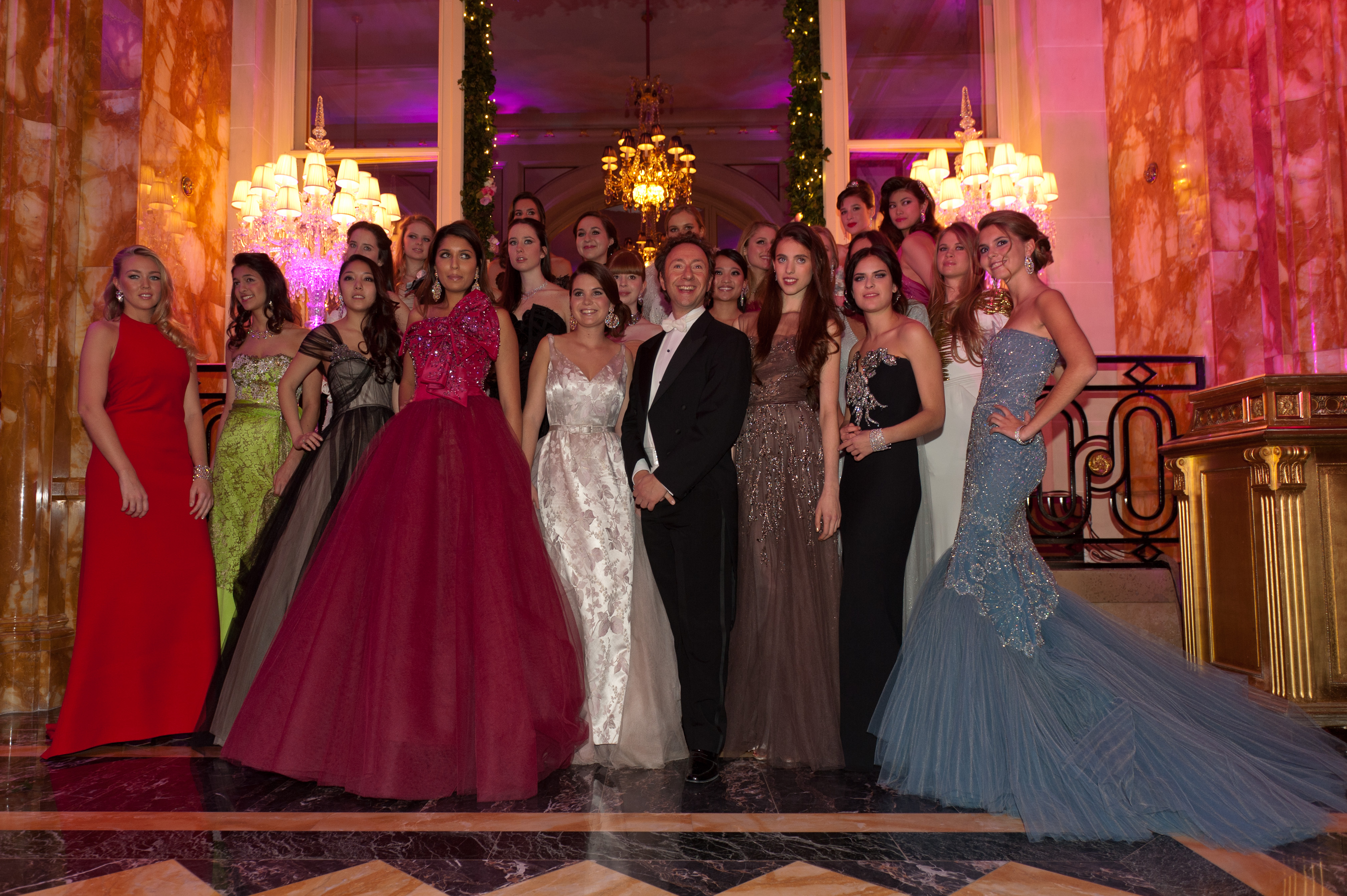

Під час церемонії дебютантки проходять перед гостями в алфавітному порядку тримаючись за руку зі своїм кавалером. Їх представляє журналіст і автор Stéphane Bern. Потім настає вечерю.
Після вечері одна з дебютанток та її батько відкривають Бал. Їхній приклад наслідують інші. Батьки незабаром поступаються місцем кавалерам і вальс змінюється сучасною музикою.
Веселощі тривають до другої ночі. Потім дівчата знімають пишні наряди і прикраси і рушають завершувати вечір у нічний клуб, далі від батьківських очей.

## Дебютантки

### Історія
Спочатку дебютантками були дівчата з аристократії або вищих кіл англійського суспільства, які здійснювали їх «перший вихід у світ». Це означало, що дівчина була досить дорослою, щоб знайти чоловіка, брати участь в житті двору і бути самостійною. Британське поняття "дебютантки" швидко поширилося по всьому світу. Воно згадується, серед іншого, в творі Л. М. Толстого «Анна Кареніна».

### Запрошення на Бал
Той факт, що в якості дебютанток відбираються щороку не більше 25 дівчат родом з приблизно 10-12 країн світу, і на цю подію неможливо купити місце, відрізняє Бал дебютанток в Парижі від інших подібних заходів. Іноді молоді дівчата, як би відомі вони не були, наприклад, Періс Хілтон, не удостоюються запрошення на Бал.
Критеріями відбору є зовнішній вигляд, інтелігентність і відомість батьків. Також до уваги береться особистість кожної дівчини, чи зможе вона стати винятковою дебютанткою, про яку буде що розповісти.
Деякі дебютантки належать до королівських і аристократичних сімей; деякі з них дочки художників, письменників, бізнесменів і політиків. Інші запрошені за те, що вони вже зробили або досягли незважаючи на юний вік, наприклад, блогери, переможці спортивних змагань високого рівня. У 2013 році Лорен МАРБАХ, 17-річна британська студентка була обрана на Бал через її високого рівня IQ 161 [3], а в 2015 році дебютанткою стала Олівія Холліс (англ.) Рос., Головний переможець Google Science Fair (англ.) рос. (В 17 років розробила недорогий портативний тест для виявлення вірусу Ебола)